# Джлойд Семюел
Джлойд Семюел (англ. Jlloyd Samuel; 29 березня 1981, Сан-Фернандо — 15 травня 2018, Східний Чешир) — англійський та тринідадський футболіст, що грав на позиції захисника.
Виступав, зокрема, за клуб «Астон Вілла», а також національну збірну Тринідаду і Тобаго.
Володар Кубка Інтертото.

## Клубна кар'єра
Народився 29 березня 1981 року в місті Сан-Фернандо. Вихованець футбольної школи клубу «Астон Вілла». Дорослу футбольну кар'єру розпочав 1998 року в основній команді того ж клубу, в якій провів дев'ять сезонів, взявши участь у 169 матчах чемпіонату. 
Згодом з 2001 по 2015 рік грав у складі команд «Джиллінгем», «Болтон Вондерерз», «Кардіфф Сіті», «Естеглал» та «Пайкан».
Завершив ігрову кар'єру у команді «Еджертон», за яку виступав протягом 2017—2018 років.

## Виступи за збірні
Протягом 2001–2004 років залучався до складу молодіжної збірної Англії. На молодіжному рівні зіграв у 7 офіційних матчах.
У 2009 році дебютував в офіційних матчах у складі національної збірної Тринідаду і Тобаго.
Загалом протягом кар'єри в національній команді, яка тривала 1 рік, провів у її формі 2 матчі.

## Смерть
Помер 15 травня 2018 року на 38-му році життя у місті Східний Чешир.

## Титули і досягнення
- Володар Кубка Інтертото (1):

«Астон Вілла»: 2001